# Milan Jovanović
Milan Jovanović - em sérvio, Милан Јовановић (Čačak, 18 de abril de 1981) - é um ex-futebolista sérvio que atuava como atacante. 

## Carreira
Começou no iugoslavo Vojvodina Novi Sad, em 2000, se destacando e sendo contratado pelo Shakhtar Donetsk, em 2003. Sem oportunidades, foi negociado com o Lokomotiv Moscou, onde novamente não foi aproveitado.
Em 2006, se transferiu para o Standard de Liège, onde se consagrou e foi bicampeão da liga e da Supercopa nacional, tendo sido ainda eleito melhor jogador do país num ano e artilheiro no outro.
Em 2010, foi contratado pelo Liverpool, da Inglaterra. Em sua primeira temporada pelos Reds, teve um fraco desempenho, atuando em apenas dez partidas pela Premier League sem marcar gols.
Após uma frustrante temporada no futebol inglês, em 2 de agosto de 2011, acertou com o Anderlecht, da Bélgica, para a temporada 2011-12.

### Seleção Sérvia
Nunca tendo jogado por Iugoslávia ou Sérvia e Montenegro, recebeu sua primeira convocação para a Seleção Sérvia no dia 27 de maio de 2007, marcando na sua primeira internacionalização, tendo entrado como substituto. 
Na Copa do Mundo de 2010, marcou o gol da vitória por 1 a 0 sobre a Alemanha, protagonizando uma comemoração incomum ao pular em uma fossa para comemorar com a torcida sérvia.